# Eucatephia
Eucatephia là một chi bướm đêm thuộc họ Erebidae.